# پیر سنبل
پیر سنبل، زبان طلا (نام علمی: Ligularia) نام یک سرده از تیره کاسنیان است.